# Alistair Presnell
Alistair Presnell (Melbourne, 26 maart 1979) is een Australisch golfprofessional die momenteel speelt op de Australaziatische PGA Tour en de Web.com Tour.

## Loopbaan
Voordat Presnell een golfprofessional werd in 2004, was hij een goed golfamateur. Hij maakte zijn debuut op de Australaziatische PGA Tour waar hij tot op het heden nog steeds golft op die tour. In 2009 behaalde hij daar zijn eerste zege door de Moonah Classic. In 2010 behaalde hij zijn tweede zege door het Cellarbrations Victorian PGA Championship te winnen.
Van 2004 tot 2005 golfde Presnell op de Aziatische PGA Tour, maar boekte daar geen successen.
In 2009 ging hij naar de Verenigde Staten voor de Nationwide Tour, dat anno 2011 vernoemd werd tot de Web.com Tour. In 2012 verzamelde hij voldoende punten en kreeg op het einde van het seizoen een speelkaart voor de Amerikaanse PGA Tour in 2013. Echter, debuteerde hij in 2010 op de PGA Tour, maar hij golfde in 2013 wel een volledige golfseizoen. Hij verloor zijn speelkaart voor 2014, dus golfde hij terug op de Web.com Tour.

## Erelijst

### Amateur
- 2003: Victorian Amateur Medal, Dunes Medal, ACT Amateur

### Professional
Australaziatische PGA Tour
| Nr. | Datum            | Toernooi                                  | Score           | Score | Info                                       |
| --- | ---------------- | ----------------------------------------- | --------------- | ----- | ------------------------------------------ |
| 1   | 1 maart 2009     | Moonah Classic                            | 72+67+72+68=279 | –9    | Maakte ook deel uit van de Nationwide Tour |
| 2   | 14 februari 2010 | Cellarbrations Victorian PGA Championship | 266             | –22   | Laatste ronde: 60 slagen (baanrecord)      |

Nationwide Tour
| Nr. | Datum        | Toernooi       | Score           | Score | Info                                                  |
| --- | ------------ | -------------- | --------------- | ----- | ----------------------------------------------------- |
| 1   | 1 maart 2009 | Moonah Classic | 72+67+72+68=279 | –9    | Maakte ook deel uit van de Australaziatische PGA Tour |